# ポートランド・トレイルブレイザーズのチーム記録
ポートランド・トレイルブレイザーズチーム記録はNBAのポートランド・トレイルブレイザーズのチーム記録である。
現役選手の記録も取り上げる。各部門のランク中（現役）は現在このチームに在籍していることを表す。
- 各部門のランク内では2024-2025シーズンまでの記録を反映している。

## 通算得点
1. 19,376　デイミアン・リラード（現役）
2. 18,040　クライド・ドレクスラー
3. 12,562　ラマーカス・オルドリッジ
4. 11,330　テリー・ポーター
5. 10,710　CJ・マッカラム（現役）
6. 10,405　クリフォード・ロビンソン
7. 10,067　ジェローム・カーシー
8. 10,003　ジム・パクソン
9. 9,732　ジェフ・ペトリー
10. 9,215　マイカル・トンプソン

## 通算リバウンド
1. 5,434　ラマーカス・オルドリッジ
2. 5,339　クライド・ドレクスラー
3. 5,078　ジェローム・カーシー
4. 4,878　マイカル・トンプソン
5. 4,861　バック・ウィリアムス
6. 4,086　シドニー・ウィックス
7. 3,797　ラシード・ウォーレス
8. 3,436　アルヴィーダス・サボニス
9. 3,370　ロイド・ニール
10. 3,352　クリフォード・ロビンソン

## 通算アシスト
1. 5,319　テリー・ポーター
2. 5,151　デイミアン・リラード（現役）
3. 4,933　クライド・ドレクスラー
4. 3,018　デイモン・スタウダマイアー
5. 2,573　ロッド・ストリックランド
6. 2,057　ジェフ・ペトリー
7. 2,007　ジム・パクソン
8. 1,892　CJ・マッカラム（現役）
9. 1,848　マイカル・トンプソン
10. 1,762　ジェローム・カーシー

## 通算ブロック（73-74シーズンから）
1. 768　マイカル・トンプソン
2. 726　クリフォード・ロビンソン
3. 693　ラシード・ウォーレス
4. 658　ラマーカス・オルドリッジ
5. 623　ジョエル・プリジビラ
6. 622　ジェローム・カーシー
7. 594　クライド・ドレクスラー
8. 533　ビル・ウォルトン
9. 494　アルヴィーダス・サボニス
10. 425　ウェイン・クーパー

## 通算スティール（73-74シーズンから）
1. 1,795　クライド・ドレクスラー
2. 1,182　テリー・ポーター
3. 1,059　ジェローム・カーシー
4. 857　ジム・パクソン
5. 846　ラリー・スティール
6. 732　デイミアン・リラード（現役）
7. 696　クリフォード・ロビンソン
8. 598　ライオネル・ホリンズ
9. 593　ボブ・グロス
10. 556　デイモン・スタウダマイアー

## 出場試合
1. 867　クライド・ドレクスラー
2. 831　ジェローム・カーシー
3. 769　デイミアン・リラード（現役）
4. 758　テリー・ポーター
5. 648　ラマーカス・オルドリッジ
6. 644　クリフォード・ロビンソン
7. 627　ジム・パクソン
8. 610　ラリー・スティール
9. 564　CJ・マッカラム（現役）
10. 557　バック・ウィリアムス

### 連続試合出場
1. 461　クリフォード・ロビンソン

## 3ポイントシュート（NBAでは79-80より公式記録）成功
1. 2,387　デイミアン・リラード（現役）
2. 1,297　CJ・マッカラム（現役）
3. 967　アンファニー・サイモンズ（現役）
4. 826　ウェズリー・マシューズ（現役）
5. 773　テリー・ポーター
6. 751　ニコラ・バトゥーム（現役）
7. 717　デイモン・スタウダマイアー
8. 492　クリフォード・ロビンソン / スティーブ・ブレイク
9. 464　クライド・ドレクスラー
10. 417　アル・ファルーク・アミヌ

## フリースロー成功
1. 4,427　デイミアン・リラード（現役）
2. 3,798　クライド・ドレクスラー
3. 2,555　テリー・ポーター
4. 2,259　ラマーカス・オルドリッジ
5. 2,071　ジェローム・カーシー
6. 2,041　クリフォード・ロビンソン
7. 1,878　シドニー・ウィックス
8. 1,800　ジム・パクソン
9. 1,792　ジェフ・ペトリー
10. 1,661　マイカル・トンプソン

## 50得点以上
71得点
- デイミアン・リラード（vs HOU / 2023年2月26日）

61得点
- デイミアン・リラード（vs GSW / 2020年1月20日）
- デイミアン・リラード（vs DAL / 2020年8月11日）

60得点
- デイミアン・リラード（vs UTA / 2023年1月25日）
- デイミアン・リラード（vs BKN / 2019年11月8日）

59得点
- デイミアン・リラード（vs UTA / 2017年4月8日）

55得点
- デイミアン・リラード（vs DEN / 2021年6月1日）（プレーオフ）

54得点
- デイモン・スタウダマイアー（vs NOH / 2005年1月14日）

52得点
- ブランドン・ロイ（vs PHX / 2008年12月18日）
- アンドレ・ミラー（vs DAL / 2010年1月30日）

51得点
- ジェフ・ペトリー（vs HOU / 1973年1月20日）
- ジェフ・ペトリー（vs HOU / 1973年3月16日）
- デイミアン・リラード（vs GSW / 2016年2月19日）
- デイミアン・リラード（vs OKC / 2019年3月7日）
- デイミアン・リラード（vs UTA / 2020年2月1日）
- デイミアン・リラード（vs PHI / 2020年8月9日）

50得点
- クライド・ドレクスラー（vs SAC / 1989年1月6日）
- デイミアン・リラード（vs TOR / 2016年3月4日）
- CJ・マッカラム（vs CHI / 2018年1月31日）
- デイミアン・リラード（vs SAC / 2018年2月9日）
- デイミアン・リラード（vs OKC / 2019年4月23日）（プレーオフ）
- デイミアン・リラード（vs IND / 2020年1月26日）
- デイミアン・リラード（vs NOP / 2021年3月16日）
- デイミアン・リラード（vs CLE / 2023年1月12日）

## その他
- シーズン最多平均スタッツ
  - 得点：32.2　デイミアン・リラード（2022-23シーズン）
  - リバウンド：14.4　ビル・ウォルトン（1976-77シーズン）
  - アシスト：10.1　テリー・ポーター（1987-88シーズン）
  - スティール：2.7　クライド・ドレクスラー（1988-89シーズン）
  - ブロック：4.4　テオ・ラトリフ（2003-04シーズン）
- シーズン最多通算スタッツ
  - 得点：2,185　クライド・ドレクスラー（1987-88シーズン）
  - リバウンド：967　ロイド・ニール（1972-73シーズン）
  - アシスト：831　テリー・ポーター（1987-88シーズン）
  - スティール：217　ラリー・スティール（1973-74シーズン）
  - ブロック：211　ビル・ウォルトン（1976-77シーズン）
- 新人最多平均スタッツ
  - 得点：24.8　ジェフ・ペトリー（1970-71シーズン）
  - リバウンド：11.8　ロイド・ニール（1972-73シーズン）
  - アシスト：6.9　ケルビン・ランジー（1980-81シーズン）
- トリプル・ダブル達成回数（1979-80シーズンより公式記録）
  - 18回：クライド・ドレクスラー
  - 7回：シドニー・ウィックス / テリー・ポーター
  - 5回：ビル・ウォルトン

## 主なアメリカ国籍以外の選手
- マイカル・トンプソン（バハマ）
- アラー・アブデルナビー（エジプト）
- イーメイ・ウドカ（ナイジェリア）
- ニコラス・バトゥム（フランス）
- ドラジェン・ペトロヴィッチ（クロアチア）
- セルジオ・ロドリゲス（スペイン）
- デトレフ・シュレンプ（ドイツ）
- アルヴィダス・サボニス（リトアニア）
- ヴィクトル・ハラッパ（ロシア）
- セルゲイ・モニア（ロシア）
- ジャマール・マグロール（カナダ）
- 河昇鎭（韓国）
- ユスフ・ヌルキッチ（ボスニア・ヘルツェゴビナ）
- シェイドン・シャープ（カナダ）
- ディアンドレ・エイトン（バハマ）
- ドゥオップ・リース（オーストラリア）
- トゥマニ・カマラ（ベルギー）
- ライアン・ルパート（オーストラリア）
- イボウ・バジ（セネガル）
- ダラーノ・バントン（カナダ）